# HardBall II
Pour les articles homonymes, voir Hardball.
HardBall II est un jeu vidéo de baseball développé par Distinctive Software et édité par Accolade. 
Il s'agit du premier jeu de Chris Taylor qui développera plus tard les jeux vidéo Total Annihilation et Dungeon Siege.

## Accueil
- Aktueller Software Markt : 8/12[1]